# Breathlessly
«Breathlessly» —[ˈbrɛθ.ləs.li]; en español: «Sin aliento»— es una canción de la cantante maltesa Claudia Faniello. Fue elegida para representar a Malta en el Festival de la Canción de Eurovisión de 2017 tras ganar la final nacional maltesa, Malta Eurovision Song Contest 2017, el 18 de febrero de 2017.

## Festival de Eurovisión

### Festival de la Canción de Eurovisión 2017
Esta fue la representación maltesa en el Festival de Eurovisión 2017, interpretada por Claudia Faniello.
El 31 de enero de 2017 se organizó un sorteo de asignación en el que se colocaba a cada país en una de las dos semifinales, además de decidir en qué mitad del certamen actuarían. Como resultado, la canción fue interpretada en cuarto lugar durante la segunda semifinal, celebrada el 11 de mayo de 2017. Fue precedida por la República de Macedonia con Jana Burčeska interpretando «Dance Alone» y seguida por Rumania con Ilinca y Alex Florea interpretando «Yodel It!». La canción no fue anunciada entre los diez temas elegidos para pasar a la final, y por lo tanto no se clasificó para competir en esta. Más tarde se reveló que el país había quedado en 16º puesto con 55 puntos.